# プラスティック・スマイル
『プラスティック・スマイル』は、NHK静岡放送局製作の静岡発地域ドラマとして、2018年11月21日にNHK BSプレミアムにて放送された日本のテレビドラマ。静岡県内では11月16日にNHK総合ローカル枠（19:30 -20:30）にて先行放送された。
静岡生まれ静岡育ちのヒロイン、林田紬を演じる百田夏菜子も静岡県内出身である。百田は単独では本作がドラマ初主演となる。

## あらすじ
「世界の模型首都」とも称される静岡県静岡市を舞台に仕事とプライベートをきっちり分け、仕事は完璧にこなしつつ、プライベートでは趣味でコスプレを楽しむ紬と、大好きなプラモデル製作を仕事にしたくて入社した翔が新製品開発のチームを組むことに。
“趣味を仕事にしない女” と “趣味をそのまま仕事にした男” 正反対の二人は正面衝突。

## 登場人物
〈〉内はドラマ設定年齢。

### 島田模型の人々
林田 紬〈25〉
演 - 百田夏菜子（ももいろクローバーZ）
総務課勤務。大好きな漫画のキャラクターのコスプレを完璧にすることが生きがい。仕事は仕事と割り切っており、会社では労働時間管理のリーダーを担当、社内での愛称は「ミスパーフェクト」。
望月 翔
演 - 青柳翔
商品企画部勤務。大好きなプラモデル製作を仕事にしたくて入社。「仕事は人生」がモットー。寝食を忘れるほど仕事に没頭してきたが、働き方の見直しを迫られる。
島田浩一
演 - 武田真治
島田模型社長、創業者の家系。「働き方改革」の波が押し寄せる中、社員の残業時間削減と効率重視の経営に舵を切る。
岡田勉
演 - 中村靖日
島田模型の総務部長。紬の上司。

### その他の人々
ジェン
演 - 片山萌美
紬のコスプレ仲間。静岡を離れ東京で有名コスプレイヤーとして活動しているが、頑なにリエゾン・ディアーボロの世界観を壊したくない紬との間に確執が生じてしまう。
望月環
演 - 杉野希妃
望月翔の妻。東京でフラワーアーティストの仕事をしている。翔と別居中。
八木沢聖也
演 - 安齋肇
漫画家。紬が愛してやまない人気漫画『リエゾン・ディアーヴォロ』の原作者。
紬の父
演 - マキノノゾミ
紬の母と離婚後、男手一つで紬を育てた。清水港(興津埠頭コンテナターミナル)で勤務している。
紬の母
演 - 田中美里
紬が幼い頃に家を出て行ってしまう。回想シーンのみの出演。
紬のコスプレ仲間
演 - ROSARIO+CROSS
メンバーからImari、Momoka、Mimu、Yuwaの四人が、紬のコスプレ仲間であるコスプレイヤーとして出演。
この他、島田模型の社員その他でSPAC(静岡県舞台芸術センター)に所属する俳優等が出演している。

## 用語解説
リエゾン・ディアーヴォロ
八木沢聖也作の劇中漫画。暗黒の王子が支配する異世界に迷い込んだ中学生、沢崎緑子が『リューハ』と名を与えられ、戸惑いながらも孤独な闘いの旅へ出る、というストーリーで、王子や仲間と関わる中で揺れ動くリューハの心を描くファンタジーである。キャラクターデザインは桂正和、劇中漫画の作画は榊原瑞紀。

## 主なロケ地
- 清水駅前銀座商店街 - 商店街の通りだけでなく、同所に所在する食堂や、入居していたテナントが無くなっていたビルを改装して開設されているコスプレ専用の撮影スタジオ「ノンタウン清水」内でもロケが行われている。
- NHK静岡放送局旧局舎 - 静岡市葵区から駿河区に移転後、館内が遊休状態となっていた局舎内や玄関エントランスを劇中に登場する「島田模型」本社として使用した。
- 静岡県コンベンションアーツセンター「グランシップ」 - 大ホール・中ホールエントランス前を使用。
- ハセガワ - 戦闘機が保存展示されている屋上を「島田模型」の屋上として使用。このシーンのみ同社が所在する焼津市でロケを行っている。
- 清水港 - エスパルスドリームフェリーが運航する清水港水上バスや、紬の父親が勤務しているという設定の興津埠頭のコンテナターミナル等が登場する。
- 久能山東照宮

この他、前年に開催された「静岡ホビーショー」や「富士山コスプレ世界大会」の映像が作品中に織り込まれている。

## スタッフ
- 脚本 - 黒沢久子
- 音楽 - 谷口尚久
- 演出 - 大橋守（NHK名古屋放送局）
- 制作統括 - 奈良部睦（NHK静岡放送局）